# سوريجاو ديل سور
سوريجاو ديل سور هي مقاطعة في الفلبين، تتبع كاراجا، بلغ عدد سكانها 561٬219 نسمة، في 2010، عاصمتها تانداغ، تبلغ مساحتها 4٬932٫70 كيلومتر مربع، رمزها البريدي هو 8300–8318.

## معرض صور

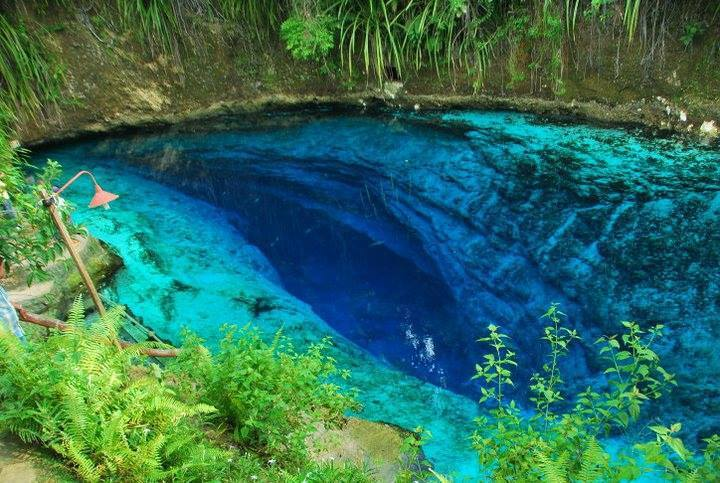
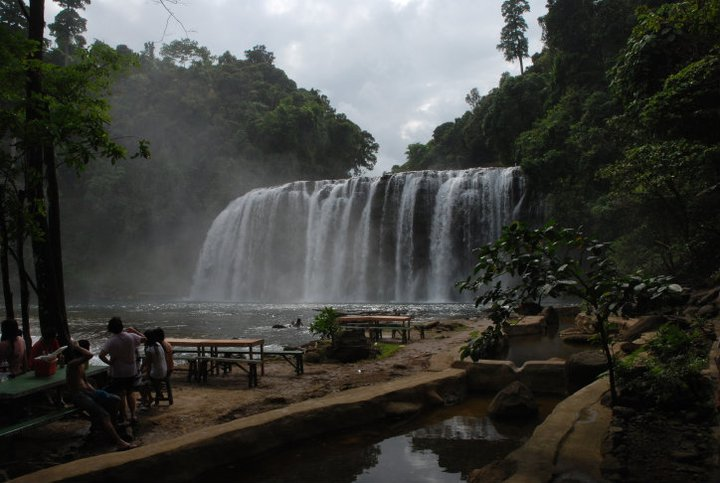
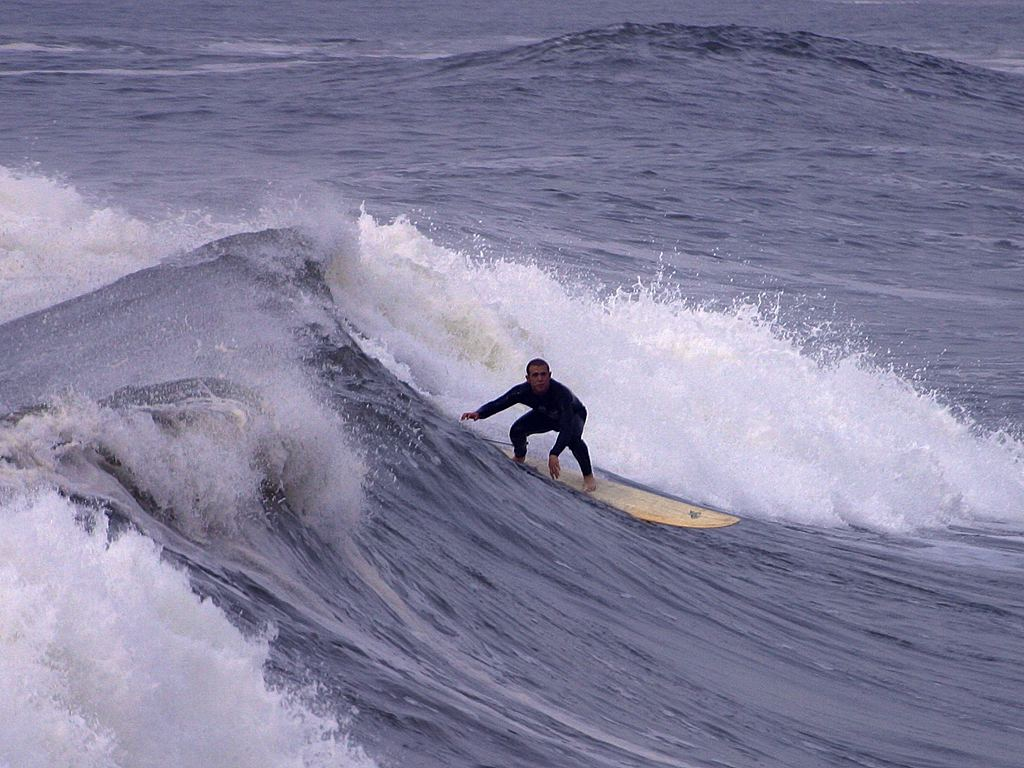

## الموقع
تشترك في الحدود مع:
- أغوسان ديل نورت.

## التقسيمات الإدارية
- تانداغ
- بيسليج
- Barobo [الإنجليزية]‏
- Bayabas, Surigao del Sur [الإنجليزية]‏
- Cagwait [الإنجليزية]‏
- Cantilan [الإنجليزية]‏
- Carmen, Surigao del Sur [الإنجليزية]‏
- Carrascal [الإنجليزية]‏
- Cortes, Surigao del Sur [الإنجليزية]‏
- Hinatuan [الإنجليزية]‏
- Lanuza, Surigao del Sur [الإنجليزية]‏
- Lianga [الإنجليزية]‏
- Lingig [الإنجليزية]‏
- Madrid, Surigao del Sur [الإنجليزية]‏
- Marihatag [الإنجليزية]‏
- San Agustin, Surigao del Sur [الإنجليزية]‏
- San Miguel, Surigao del Sur [الإنجليزية]‏
- Tagbina [الإنجليزية]‏
- Tago, Surigao del Sur [الإنجليزية]‏.